# Saint-Raphaël (Var)
Saint-Raphaël – miejscowość i gmina we Francji, w regionie Prowansja-Alpy-Lazurowe Wybrzeże, w departamencie Var.
Według danych na rok 1990 gminę zamieszkiwało 26 616 osób, a gęstość zaludnienia wynosiła 297 osób/km² (wśród 963 gmin regionu Prowansja-Alpy-W. Lazurowe Saint-Raphaël plasuje się na 27. miejscu pod względem liczby ludności, natomiast pod względem powierzchni na miejscu 49.).
W mieście znajduje się stacja kolejowa Gare de Saint-Raphaël-Valescure.

## Współpraca
Miejscowość partnerska:
- Gandawa, Belgia